# Groottandzoetwaterrog
De groottandzoetwaterrog (Potamotrygon henlei) is een rog uit de familie van de Zoetwaterroggen (Potamotrygonidae) uit Zuid-Amerika. De wetenschappelijke naam van de soort is voor het eerst geldig gepubliceerd in 1855 door Castelnau.